# Chanousse
Chanousse é uma comuna francesa na região administrativa da Provença-Alpes-Costa Azul, no departamento de Altos-Alpes. Estende-se por uma área de 20,32 km². Em 2010 a comuna tinha 40 habitantes (densidade: 2 hab./km²).